# Échebrune
Échebrune – miejscowość i gmina we Francji, w regionie Nowa Akwitania, w departamencie Charente-Maritime.
Według danych na rok 1990 gminę zamieszkiwało 440 osób, a gęstość zaludnienia wynosiła 26 osób/km² (wśród 1467 gmin regionu Poitou-Charentes Échebrune plasuje się na 596. miejscu pod względem liczby ludności, natomiast pod względem powierzchni na miejscu 499.).